# Lệnh cấm vận đối với Bắc Síp

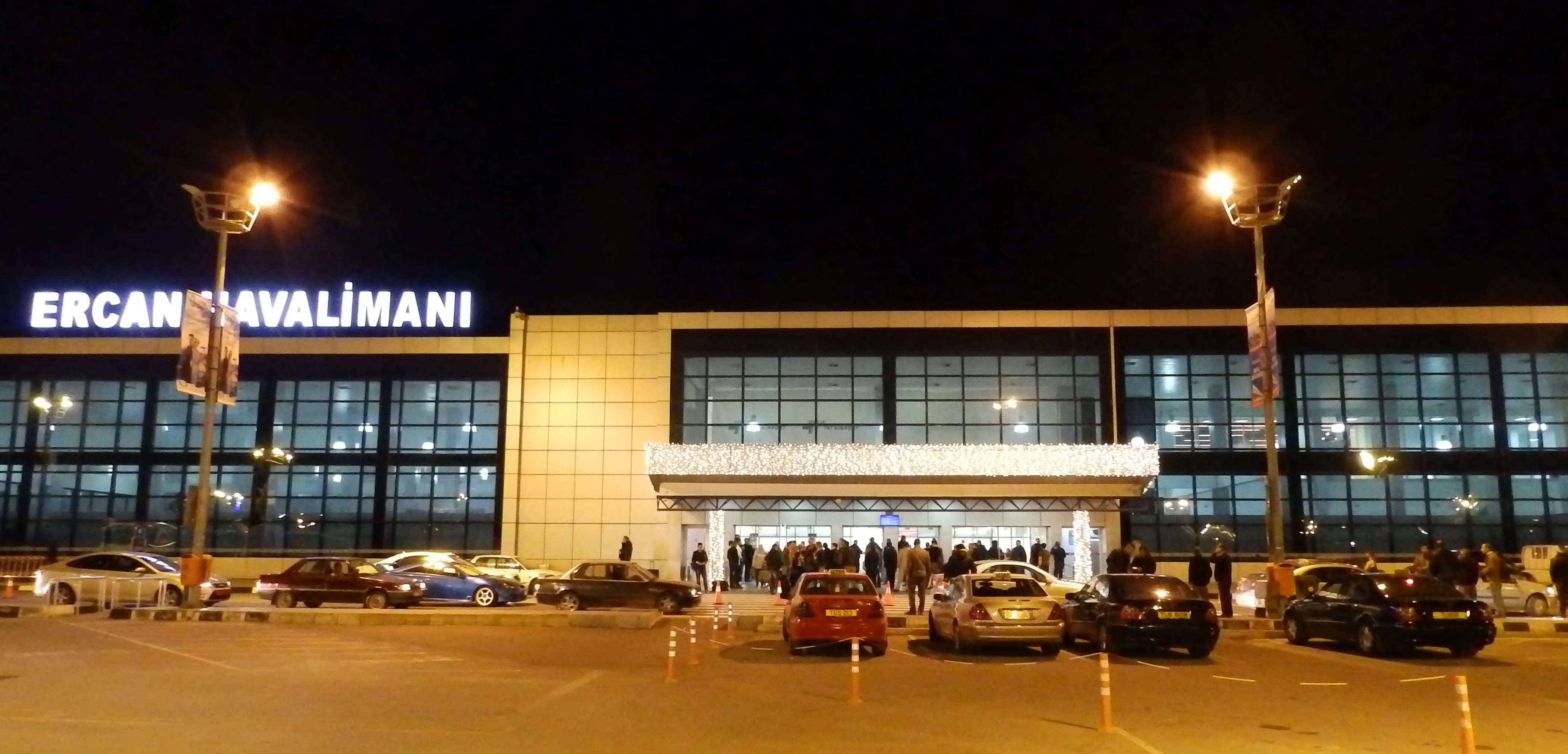
Sân bay quốc tế Ercan, nơi các chuyến bay quốc tế chỉ có thể quá cảnh tại Thổ Nhĩ Kỳ do lệnh cấm vận.

Một lệnh cấm vận quốc tế đối với Bắc Síp hiện đang được áp dụng ở một số khu vực. Lệnh cấm vận được hỗ trợ bởi chính sách của Liên hợp quốc và việc Liên minh châu Âu áp dụng lệnh cấm vận này tuân theo phán quyết của Tòa án Công lý châu Âu (ECJ) được đưa ra vào năm 1994.
Bắc Síp, một quốc gia chỉ được Thổ Nhĩ Kỳ công nhận, đã phải chịu lệnh cấm vận nghiêm trọng kể từ khi đơn phương tuyên bố độc lập vào năm 1983, và lệnh cấm vận được thúc đẩy tích cực bởi một chiến dịch của người Síp gốc Hy Lạp. Trong số các tổ chức từ chối giao dịch với cộng đồng người Síp gốc Thổ có Liên minh Bưu chính Thế giới, Tổ chức Hàng không Dân dụng Quốc tế và Hiệp hội Vận tải Hàng không Quốc tế. Lệnh cấm vận kinh tế đã trở nên nghiêm trọng hơn rất nhiều sau phán quyết của ECJ năm 1994, khi các giấy chứng nhận thực phẩm do Bắc Síp cấp bị coi là không thể chấp nhận được đối với Liên minh châu Âu. Hoạt động xuất khẩu và các chuyến bay từ Bắc Síp diễn ra thông qua Thổ Nhĩ Kỳ, trong khi các chuyến bay trực tiếp bị cấm trên toàn thế giới. Người Síp gốc Thổ Nhĩ Kỳ cũng phải đối mặt với lệnh cấm vận trong các lĩnh vực thể thao và văn hóa; Các đội tuyển Síp gốc Thổ Nhĩ Kỳ không được phép thi đấu các trận đấu quốc tế, các vận động viên Síp gốc Thổ Nhĩ Kỳ không được phép thi đấu quốc tế trừ khi họ đại diện cho một quốc gia khác và một số buổi hòa nhạc của các nhạc sĩ hoặc ban nhạc quốc tế ở Bắc Síp đã bị chặn.

## Lệnh cấm vận kinh tế

### Diễn biến của lệnh cấm vận

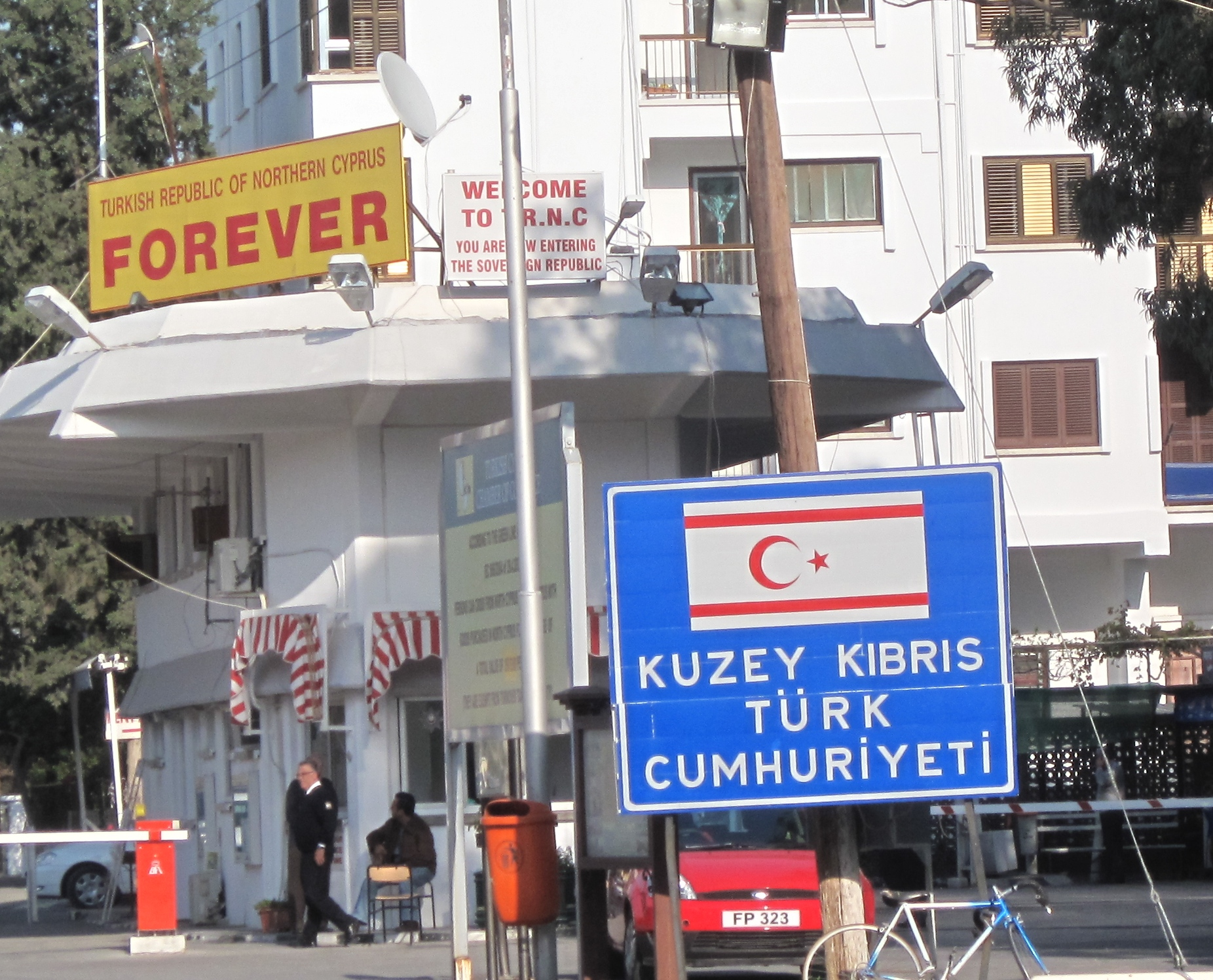
Ngã tư Ledra Palace, có biển báo về hạn chế thương mại. Về mặt kỹ thuật, có thể giao thương qua Green Line, nhưng được coi là không thực tế.

Sau khi nền kinh tế bị tàn phá do cuộc xâm lược của Thổ Nhĩ Kỳ vào Síp năm 1974, phần phía nam của hòn đảo đã nhận được khoản trợ cấp lớn từ cộng đồng quốc tế để phát triển nền kinh tế. Trong khi đó, Bắc Síp chỉ nhận được viện trợ từ Thổ Nhĩ Kỳ và rất ít viện trợ quốc tế. Điều này khiến nền kinh tế phát triển kém hơn so với phía nam và phụ thuộc vào Thổ Nhĩ Kỳ về mặt kinh tế. Lệnh cấm vận kinh tế ngăn chặn dòng tiền nước ngoài vì nhu cầu mở rộng bị kìm hãm và việc sử dụng tiền tiết kiệm nước ngoài thông qua vay nợ và dòng vốn chảy vào trở nên bất khả thi. Lệnh cấm vận cũng hạn chế ngành du lịch.
Cho đến năm 1994, Vương quốc Anh, Đức và một số quốc gia châu Âu khác đã chấp nhận các sản phẩm thực phẩm của người Síp gốc Thổ Nhĩ Kỳ, bao gồm cả cam quýt, được nhập khẩu trực tiếp. Trong khi một thỏa thuận năm 1972 cấp quyền tiếp cận thị trường châu Âu cho các hàng hóa do Cộng hòa Síp quản lý, thỏa thuận này được hiểu là áp dụng cho toàn bộ hòn đảo và Phòng Thương mại của người Síp gốc Thổ Nhĩ Kỳ đã cấp các chứng chỉ có tem cũ của Síp, thay vì tem của Nhà nước Liên bang Síp Thổ Nhĩ Kỳ hoặc TRNC. Năm 1983, sau khi TRNC tuyên bố, Cộng hòa Síp đã thay đổi tem của mình và thông báo cho Liên minh châu Âu và các quốc gia thành viên rằng chỉ những chứng chỉ có tem mới của mình, có nguồn gốc từ lãnh thổ do Cộng hòa Síp kiểm soát, mới được chấp nhận. Tuy nhiên, Hội đồng châu Âu nhắc lại rằng cả hai bên đều được hưởng lợi như nhau từ một thỏa thuận như vậy và hàng hóa của người Síp gốc Thổ Nhĩ Kỳ vẫn tiếp tục được nhập khẩu trực tiếp. Bộ Nông nghiệp Anh đã đưa ra tuyên bố rằng "giấy chứng nhận của Síp-Thổ Nhĩ Kỳ cũng tốt như giấy chứng nhận của Síp-Hi Lạp"
Năm 1992, một nhóm nhà sản xuất cam quýt của Síp-Hi Lạp đã kiện Bộ Nông nghiệp Anh và vụ việc đã được chuyển đến Tòa án Công lý Châu Âu. Tòa án Công lý Châu Âu đã ra phán quyết chống lại việc chấp nhận hàng hóa của Síp-Thổ Nhĩ Kỳ và do đó trên thực tế đã áp dụng lệnh cấm vận đối với Bắc Síp. Quyết định này đã bị chỉ trích là Tòa án Công lý Châu Âu đã vượt quá phạm vi của mình và thúc đẩy lệnh cấm vận mà chỉ các cơ quan chính trị mới nên áp dụng. Quyết định này cũng khiến hàng hóa của Síp-Thổ Nhĩ Kỳ phải chịu thêm mức thuế ít nhất là 14% và hàng hóa đã ngay lập tức bị trả lại từ các nước châu Âu, gây ra thiệt hại sâu sắc cho nền kinh tế của Síp-Thổ Nhĩ Kỳ.

### Sau kế hoạch Annan
Sau Kế hoạch Annan cho Síp, Liên minh châu Âu đã hứa rằng các lệnh trừng phạt đối với Bắc Síp sẽ được nới lỏng, bao gồm cả việc mở các cảng, nhưng những điều này đã bị Cộng hòa Síp chặn lại. Người Síp gốc Thổ Nhĩ Kỳ về mặt kỹ thuật có thể xuất khẩu ra thế giới thông qua Green Line, nhưng điều này đòi hỏi sự chấp thuận của Cộng hòa Síp và bộ máy quan liêu nặng nề, điều này được các doanh nhân Síp gốc Thổ Nhĩ Kỳ coi là không thực tế.
Vào những năm 2000 và 2010, các doanh nghiệp và công ty toàn cầu đã mở cửa với Bắc Síp thông qua Thổ Nhĩ Kỳ, điều này được người Síp gốc Thổ Nhĩ Kỳ coi là một hình thức bình thường hóa. Tuy nhiên, người Síp gốc Thổ Nhĩ Kỳ chỉ có thể tiếp cận thị trường toàn cầu với tư cách là người tiêu dùng, chứ không phải là nhà sản xuất và khả năng tiếp cận này vẫn phụ thuộc vào Thổ Nhĩ Kỳ.

## Cấm vận giao thông

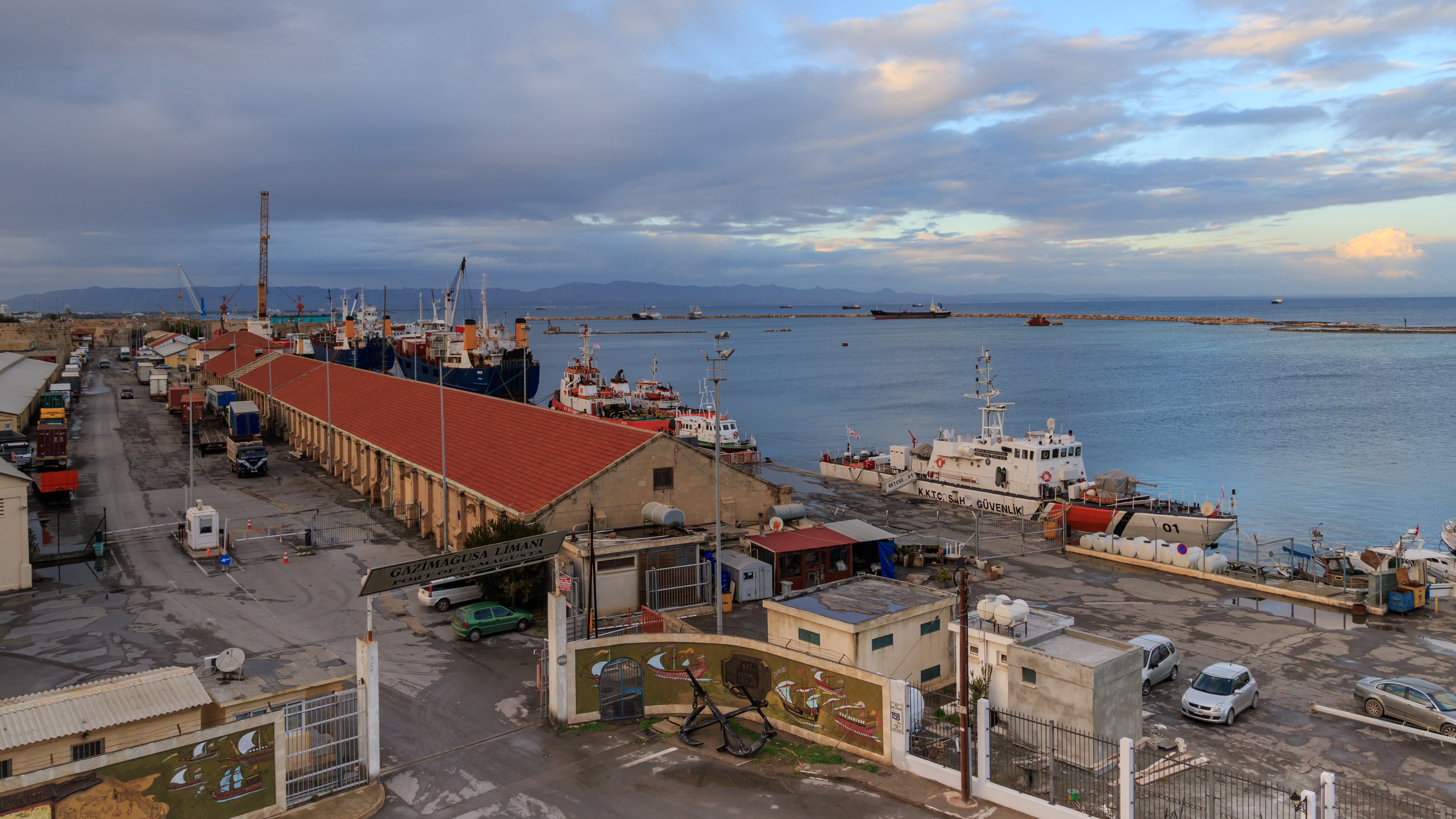
Cảng Famagusta, nơi giao thông quốc tế bị ảnh hưởng bởi lệnh cấm vận.

Bắc Síp chỉ có thể tiếp cận được với các dịch vụ liên lạc quốc tế, dịch vụ bưu chính và vận tải qua Thổ Nhĩ Kỳ.
Các chuyến bay đến Sân bay quốc tế Ercan của Bắc Síp bị cấm trên phạm vi quốc tế. Các chuyến bay không dừng chỉ diễn ra từ Thổ Nhĩ Kỳ, quốc gia duy nhất công nhận Bắc Síp, và tất cả các máy bay bay đến Bắc Síp từ các quốc gia khác đều phải quá cảnh ở Thổ Nhĩ Kỳ. Năm 2005, một chuyến bay thuê bao không dừng giữa Azerbaijan và Bắc Síp, chuyến bay đầu tiên từ một quốc gia khác ngoài Thổ Nhĩ Kỳ, đã được ca ngợi là một cột mốc và Azerbaijan bắt đầu chấp nhận hộ chiếu của người Síp gốc Thổ Nhĩ Kỳ.
Tại đại hội của Liên minh Bưu chính Thế giới ở Rio de Janeiro năm 1979, Cộng hòa Síp đã có được một tuyên bố nêu rõ rằng tem của người Síp gốc Thổ Nhĩ Kỳ là bất hợp pháp và không hợp lệ.
Người Síp gốc Thổ Nhĩ Kỳ đã vượt qua một phần các hạn chế về du lịch cá nhân bằng cách xin hộ chiếu do Cộng hòa Síp cấp. Theo Rebecca Bryant, một chuyên gia về Síp, với sự phát triển của Turkish Airlines và sự phá sản của Cyprus Airways, Ercan đã đông đúc hơn Sân bay quốc tế Larnaca tính đến năm 2015, nhưng vẫn phụ thuộc vào Thổ Nhĩ Kỳ.
Tuy nhiên, vào năm 2017, sân bay Larnaca đã chứng kiến lượng khách tăng hơn 400%, ado các biện pháp an ninh chặt chẽ mới do Bộ Giao thông Vận tải Anh áp dụng, đặt câu hỏi về tình trạng của sân bay và buộc hành khách đi lại giữa Anh và Bắc Síp phải xuống máy bay cùng hành lý và trải qua một cuộc kiểm tra an ninh mới ở Thổ Nhĩ Kỳ để lên máy bay mới đến điểm đến cuối cùng của họ. Theo các công ty lữ hành  Síp gốc Thổ Nhĩ Kỳ, "du khách hiện đang bị cuốn đến Larnaca và sẽ rất khó để đưa họ trở lại".

## Cấm vận văn hóa

### Thể thao

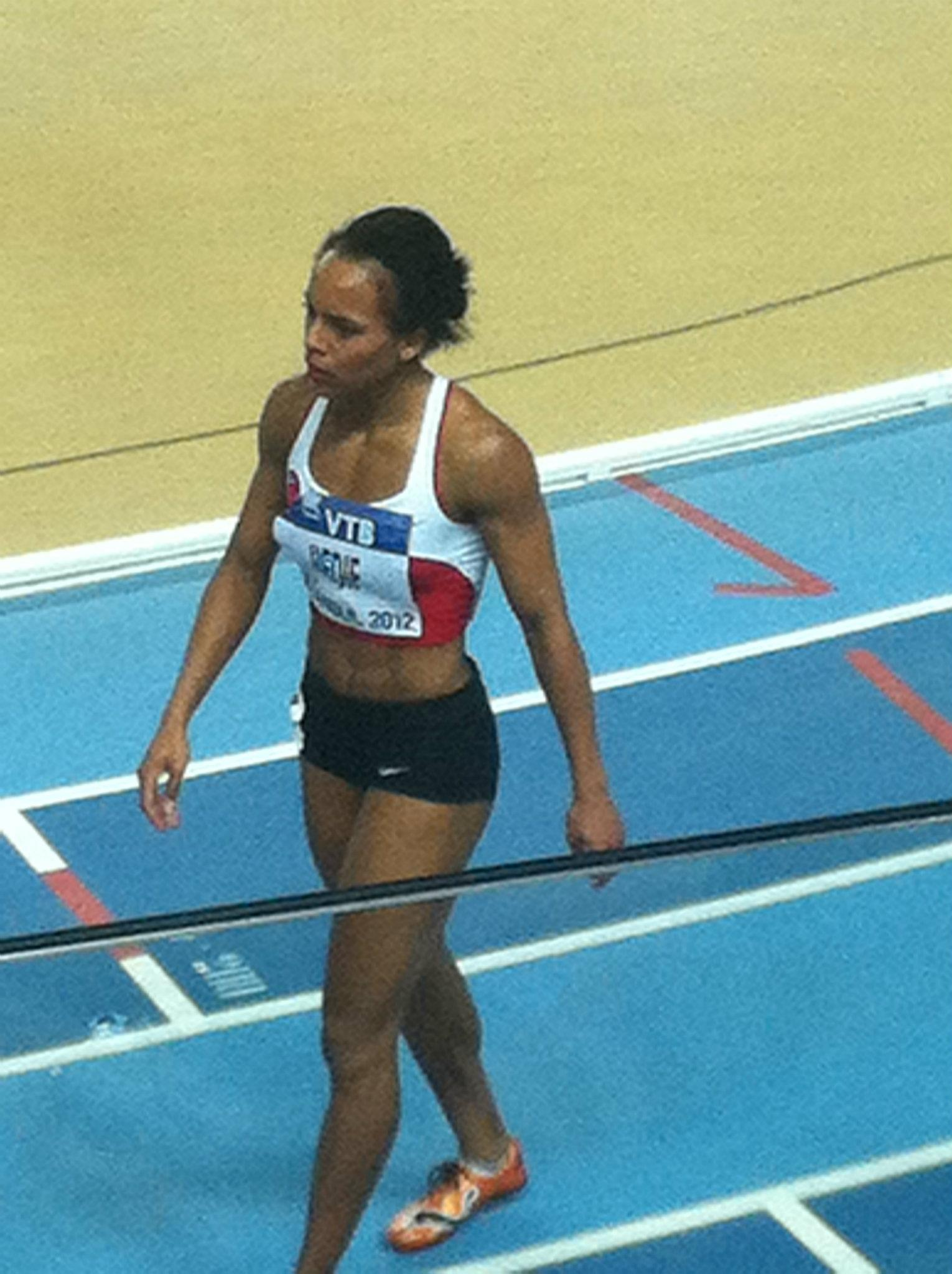
Meliz Redif, vận động viên người Síp gốc Thổ Nhĩ Kỳ đầu tiên tham gia Thế vận hội Olympic, Cô phải nhập quốc tịch Thổ Nhĩ Kỳ để được tham gia.

Người Síp gốc Thổ Nhĩ Kỳ không được tham gia các cuộc thi thể thao quốc tế. Ủy ban Olympic quốc tế cấm người Síp gốc Thổ Nhĩ Kỳ tham gia Thế vận hội Olympic với tư cách là vận động viên độc lập dưới lá cờ Olympic và yêu cầu họ phải thi đấu dưới lá cờ của một quốc gia được công nhận. Do đó, Meliz Redif, người Síp gốc Thổ Nhĩ Kỳ đầu tiên tham gia Thế vận hội Olympic, phải nhập quốc tịch Thổ Nhĩ Kỳ, trong khi một số vận động viên từ chối thi đấu cho một quốc gia khác.
Các đội tuyển Síp gốc Thổ Nhĩ Kỳ không được thi đấu các trận đấu quốc tế. Trong những năm đầu sau cuộc xâm lược của Thổ Nhĩ Kỳ năm 1974, các đội bóng đá Síp gốc Thổ Nhĩ Kỳ có thể thi đấu các trận đấu quốc tế với các đội từ các quốc gia như Thổ Nhĩ Kỳ, Ả Rập Xê Út, Malaysia, Libya. Điều này là do FIFA đã thể hiện sự khoan dung theo sáng kiến của thư ký Helmut Kaiser. Tuy nhiên, sau khi tuyên bố độc lập vào năm 1983, các đội tuyển Síp gốc Thổ Nhĩ Kỳ và đội tuyển quốc gia đã mất khả năng thi đấu các trận đấu quốc tế. Đội tuyển quốc gia Bắc Síp muốn chơi một trận với đội tuyển quốc gia Thổ Nhĩ Kỳ vào năm 1984, nhưng FIFA đã từ chối và Liên đoàn bóng đá Thổ Nhĩ Kỳ đã được thông báo rằng họ sẽ phải đối mặt với lệnh trừng phạt của FIFA và UEFA nếu chơi với đội tuyển Síp Thổ Nhĩ Kỳ. Vào tháng 6 năm 1987, Ban chấp hành FIFA đã nghiêm cấm mọi liên lạc giữa các thành viên FIFA và Bắc Síp.
Một đội bóng Thổ Nhĩ Kỳ, Fenerbahçe SK, đã có chuến tập huấn tại Bắc Síp vào năm 1990 và dự định sẽ chơi với một đội bóng địa phương, nhưng trận đấu không được FIFA cho phép, họ đã từ chối chấp nhận Liên đoàn bóng đá SípThổ Nhĩ Kỳ (Cyprus Turkish Football Federation) làm thành viên. Trong Cúp ELF diễn ra tại Bắc Síp vào năm 2006, FIFA đã gây sức ép thành công lên đội tuyển quốc gia Afghanistan không được chơi trong giải đấu và các thành viên FIFA là Kyrgyzstan và Tajikistan đã cử các đội futsal của họ thay thế.  Một nỗ lực gia nhập FIFA của người Síp gốc Thổ Nhĩ Kỳ đã bị từ chối một lần nữa vào năm 2004, sau cuộc trưng cầu dân ý về Kế hoạch Annan. Năm 2007, một trận đấu bóng đá giao hữu giữa Çetinkaya Türk S.K. và Luton Town F.C. đã bị hủy bỏ sau sức ép của người Síp gốc Hy Lạp. Năm 2014, Liên đoàn bóng đá Síp- Thổ Nhĩ Kỳ (Cyprus Turkish Football Federation) đã nộp đơn xin gia nhập Hiệp hội bóng đá Síp, nhưng các cuộc đàm phán đã đi vào bế tắc.
Sự cô lập về thể thao mà Bắc Síp gặp phải không giống với tất cả các quốc gia không được công nhận khác, ví dụ, Transnistria có một đội tham gia các cuộc thi quốc tế. Bắc Síp đã tham gia NF Board để giảm bớt tác động của sự cô lập quốc tế trong bóng đá.

### Âm nhạc
Cộng hòa Síp coi hoạt động kinh doanh được tiến hành ở phía bắc là bất hợp pháp, điều này đã cản trở các buổi hòa nhạc của các ban nhạc hoặc ca sĩ quốc tế. Năm 2010, một buổi hòa nhạc của Jennifer Lopez, dự kiến diễn ra tại Bắc Síp, đã bị hủy sau chiến dịch vận động rộng rãi của các nhóm người Síp gốc Hy Lạp. Rihanna cũng đã hủy một buổi hòa nhạc sau một chiến dịch tương tự. Năm 2012, Julio Iglesias đã hủy một buổi hòa nhạc và sau đó kiện khách sạn và chính quyền Síp gốc Thổ Nhĩ Kỳ, tuyên bố rằng anh đã bị lừa dối về tính hợp pháp của buổi hòa nhạc. Tuy nhiên, các buổi hòa nhạc quốc tế vẫn tiếp tục diễn ra.
Ngời Bắc Síp không thể tham gia hoặc nộp đơn xin tham gia Eurovision Song Contest.